# 庙垭乡 (万源市)
庙垭乡，是中华人民共和国四川省达州市万源市曾经下辖的一个乡。2020年6月，撤销庙垭乡，将原庙垭乡所属行政区域划归河口镇管辖。

## 行政区划
庙垭乡撤销前下辖以下地区：
云程村、火烽村、名扬村、尖山村和礼壶村。